# بيجارية عنقودية
بيجارية عنقودية (الاسم العلمي:Bejaria racemosa) هي نوع من النباتات يتبع جنس البيجارية من الفصيلة الخلنجية.